# Amphilophium blanchetii
Amphilophium blanchetii là một loài thực vật có hoa trong họ Chùm ớt. Loài này được (DC.) Bureau & K.Schum. mô tả khoa học đầu tiên năm 1896.